# Лукас у свету мрава
Лукас у свету мрава (енгл. The Ant Bully) је амерички анимирани филм из 2006. године, снимљен по истоименој књизи Џона Никла.

## Радња
Лукас је 10-годишњи дечак који је незадовољан јер му заузети родитељи не посвећују довољно пажње, а сестра га често провоцира и уводи у невоље. Он сав свој бес искаљује на мравињаку који се налази испред његове куће. Несвестан да су у питању права бића, са стварним односима, животима и емоцијама, он се не обазире на своје окрутне акције.
Међутим, мрави више не желе да трпе. Њихов чаробњак Зок прави напитак који ће Лукаса да смањи на величину мрава. Након тога, планирају да га одведу на њихов суд како би платио за оно што им је учинио.

## Улоге
| Глумац           | Улога        |
| ---------------- | ------------ |
| Зак Тајлер Ајзен | Лукас        |
| Џулија Робертс   | Хова         |
| Николас Кејџ     | Зок          |
| Реџина Кинг      | Крила        |
| Брус Кембел      | Фјугакс      |
| Пол Џијамати     | Стен         |
| Мерил Стрип      | Краљица      |
| Лили Томлин      | Бака         |
| Чери Отери       | Дорин        |
| Френк Велкер     | Спајндл/Жаба |
| Роб Полсен       | Битл         |
| Том Кени         | Дрон         |